# Lisídice
Segons la mitologia grega, Lisídice (grec antic: Λυσιδίκη, Lysidike) va ser una filla de Pèlops, esposa de Mèstor i mare de Hipòtoe (Biblioteca d'Apol·lodor, II 4.5). Una altra tradició la fa dona d'Alceu i mare d'Amfitrió, i aquesta és la versió més comuna (Pausanias, 8.14.2), encara que la dona d'Alceu és anomenada Astidamia o Laònome.
En una tercera tradició Lisídice és considerada la mare d'Alcmena i, per tant, esposa d'Electrió.